# Ciclisme de carretera

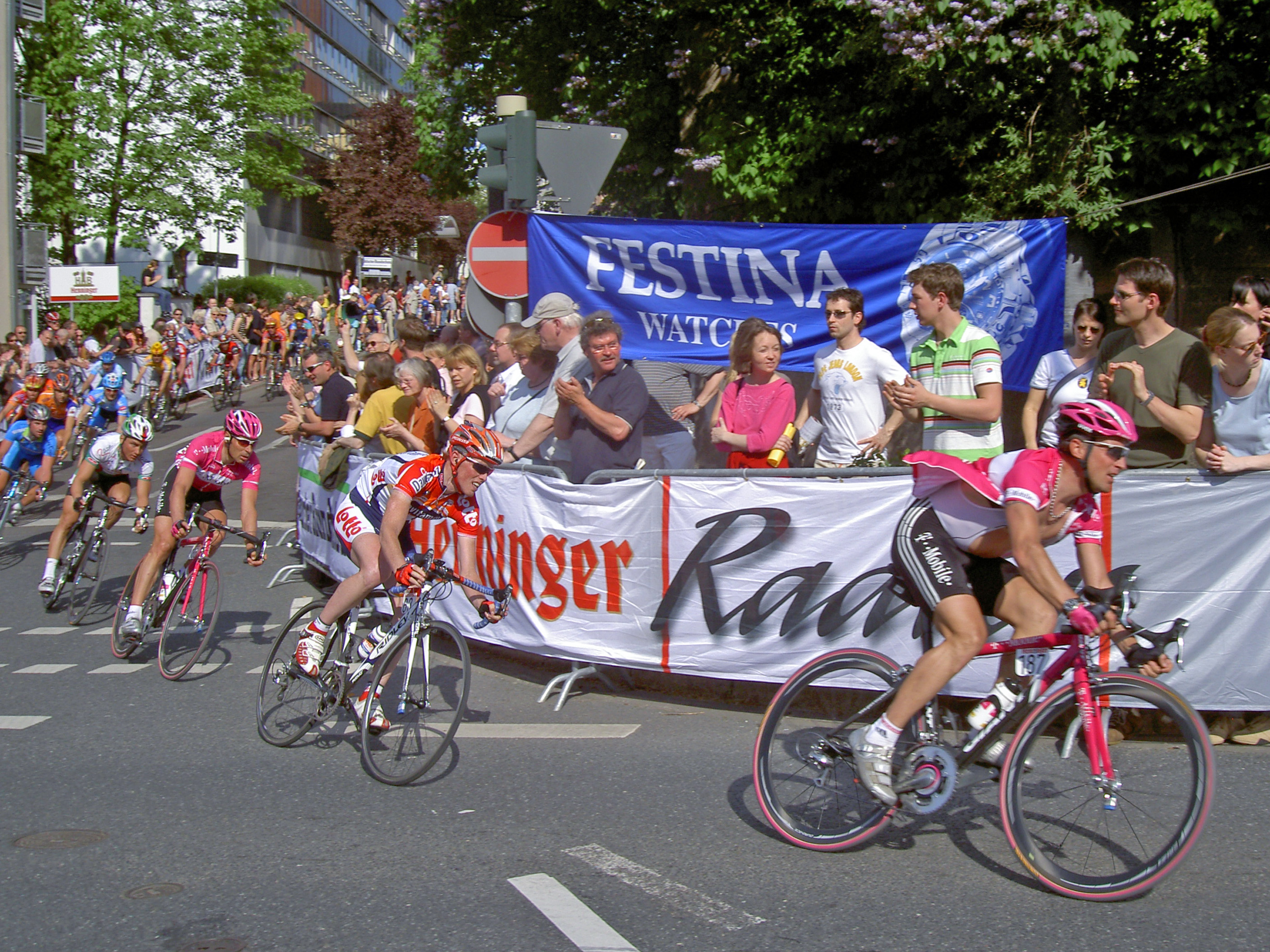
Ciclistes al Gran Premi de Frankfurt de 2005.

El ciclisme de carretera és un esport, una de les disciplines del ciclisme. Es disputa tant a nivell amateur com professional. Els participants, ciclistes, disputen les competicions per les carreteres, en contraposició al ciclisme en pista, que ho fa en un espai preparat per a tal fi, el velòdrom; o al ciclocròs, que ho per camins. El ciclisme en ruta és un esport molt exigent i que no s'ha de confondre amb el cicloturisme.
Històricament han estat els països europeus els que han dominat el panorama ciclista internacional: Bèlgica, França, Alemanya, Itàlia, Luxemburg, Països Baixos, Espanya o Suïssa, però, amb els anys s'ha anat popularitzat en altres països, com ara Austràlia, Colòmbia, Veneçuela, Sud-àfrica, Nova Zelanda i els Estats Units.

## Història

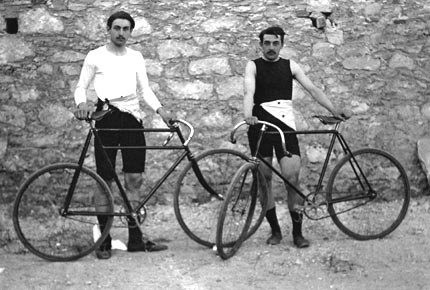
Paul Masson i Léon Flameng, medallistes als primers Jocs Olímpics.

La primera cursa ciclista de la història es va disputar el 31 maig de 1868 al parc de Saint-Cloud, a París, sent guanyada pel britànic James Moore El 7 de novembre de 1869 tingué lloc la primera cursa ciclista entre dues ciutats, París i Rouen. Van prendre la sortida un centenar de ciclistes per tal de recórrer els 123 km que les separen. 33 d'ells van creuar la línia d'arribada. El britànic James Moore guanyà la cursa en recórrer la distància en 10 hores i 45 minuts amb una bicicleta equipada a pedals fixes a la roda davantera.
L'any 1878 es crea la primera associació ciclista a la Gran Bretanya. Tres anys més tard es cria la Union vélocipédique de France'. El 1892 es crea la International Cyclist Association, amb seu a Londres. Fou la primera associació internacional d'aquest esport, però aviat sorgiren divergències entre els països que la formaven i el 14 d'abril de 1900 es creà la Unió Ciclista Internacional, l'actual organisme rector, amb seu a París. Foren membres fundadors França, Bèlgica, Itàlia, Suïssa i Estats Units. A Espanya el primer organisme ciclista fou la Unión Velocipédica Española l'any 1895.
El 1903 es disputà el primer Tour de França, ideat per Henri Desgrange amb un recorregut de 2.428 quilòmetres. El primer Giro d'Itàlia nasqué el 1909 impulsat per Costamagna, Cougnet i Morgagni. El 1911 nasqué la Volta a Catalunya. El primer Campionat del Món de ciclisme no es realitzà fins a l'any 1927. No és fins al 1935 que es crea la primera Vuelta a Espanya, ideada per Joan Pujol.
El 1965 l'UCI se separà en dos organismes: la Federació Internacional de ciclisme amateur (FIAC) amb seu a Roma i la Federació Internacional de ciclisme professional (FICP) amb seu a Luxemburg. L'UCI esdevingué organisme rector amb seu a Ginebra. El 1992 FIAC i FICP es reunificaren de nou dins l'UCI que es traslladà a Lausana.

## Les proves

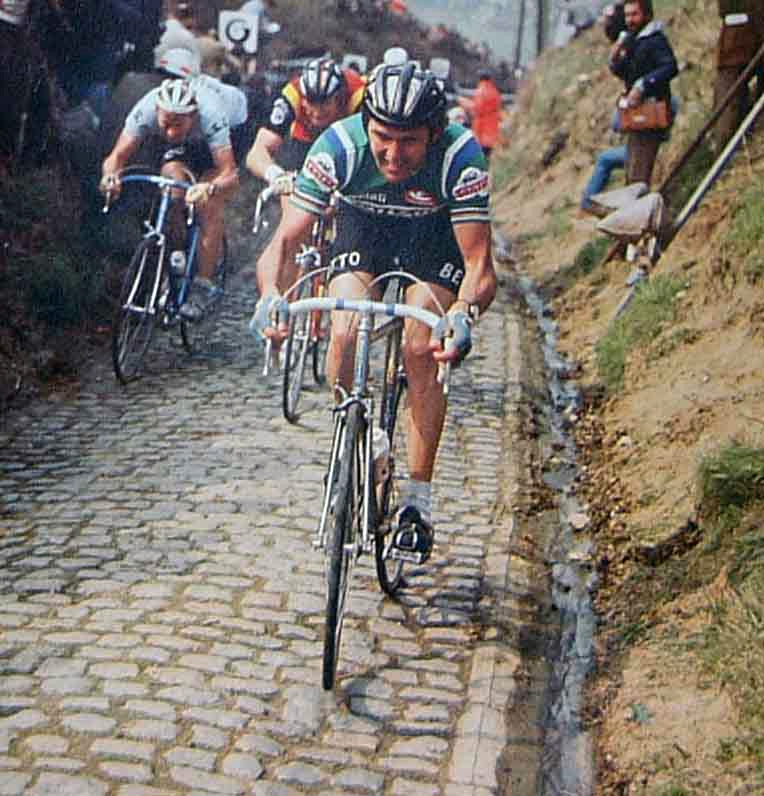
Sector de pavé al Tour de Flandes, clàssica disputada al mes d'abril a Bèlgica.

El ciclisme en ruta proposa diferents tipus de prova: les clàssiques, les carreres per etapes i les proves contrarellotge, ja sigui en format individual o per equips.

### Curses d'un dia
Les proves d'un dia són sovint anomenades curses en línia, sent les més prestigioses les que prenen el nom de clàssiques. Entre aquestes, les més destacades i que també reben l'apel·latiu de monument, són la Milà-Sanremo, el Tour de Flandes, la París-Roubaix, la Lieja-Bastogne-Lieja i la Volta a Llombardia. L'antiga Copa del Món de ciclisme, organitzada per l'UCI estava constituïda per curses d'un dia. A més d'aquestes, hi ha d'altres proves, que sense arribar la tradició de les anteriors, també gaudeixen d'un enorme prestigi: la Gant-Wevelgem, l'Amstel Gold Race, la Fletxa Valona, la HEW Cyclassics, la París-Tours, la Clàssica de Sant Sebastià o, el ja desaparegut Gran Premi de Zuric.

### Les curses per etapes
Artícles principals: Grans Voltes i Voltes menors.
Les curses que es disputen en diversos dies, i que compten amb diverses parts, són curses per etapes. Els temps obtinguts en el decurs de cada etapa se sumen per donar lloc a una classificació final per temps. Moltes d'aquestes proves compten amb altres classificacions secundàries: classificació per punts, classificació de la muntanya, classificació de les metes volants, dels joves, per equips o d'altres.
El Tour de França, el Giro d'Itàlia i la Volta a Espanya són les més importants, amb una durada de tres setmanes. Se les coneix també com a Grans voltes. Altres curses per etapes poden durar des de quatre fins a quinze dies, i la seva importància ve determinada per la seva classificació UCI.
Eddy Merckx és el ciclista que ha guanyat més grans voltes, amb 11 victòries. El segueixen en el palmarès Bernard Hinault, amb deu, Jacques Anquetil vuit; Fausto Coppi, Miguel Indurain i Lance Armstrong set i Alberto Contador, i Alfredo Binda amb sis.
El doblet Tour de França/Giro d'Itàlia en un mateix any l'han aconseguit Eddy Merckx (tres vegades), Fausto Coppi, Bernard Hinault i Miguel Indurain (dues vegades), Jacques Anquetil, Stephen Roche i Marco Pantani. El doblet Tour de França/Volta a Espanya en un mateix any l'han aconseguit Jacques Anquetil i Bernard Hinault. Giovanni Battaglin aconseguí el 1981 el doblet Giro d'Itàlia/ Volta a Espanya, y Alberto Contador ho repetí el 2008.
Bernard Hinault té el rècord d'haver guanyat en les tres grans voltes en la seva primera participació. Al marge de les grans voltes cal destacar el prestigi que tenen altres curses per etapes com ara la Volta a Catalunya, la París-Niça, la Tirrena-Adriàtica, la Volta a Suïssa, el Tour de Romandia, el Dauphiné Liberé o la Volta al País Basc.

### Les curses contrarellotge

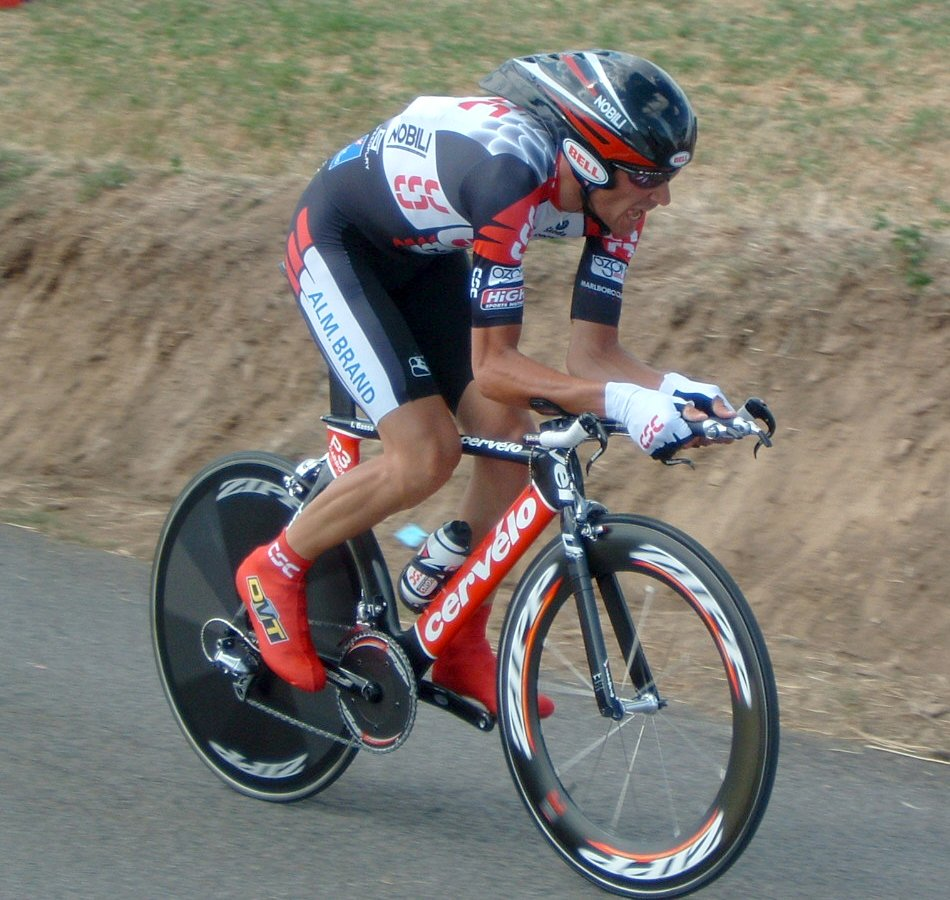
Ivan Basso a la 20a etapa del Tour de França de 2005.

Les contrarellotges poden ser individuals o per equips. En elles els ciclistes han de recórrer la distància estipulada en el menor temps possible, sortint cada ciclista o equip a intervals de temps determinats. Aquestes curses poden formar part d'una cursa per etapes o constituir per elles mateixes una cursa independent. Un exemple de cursa contrarellotge era el Gran Premi de les Nacions, que durant molts anys va actuar com a campionat del món oficiós de la modalitat. Un altre exemple seria la Chrono des Herbiers, que cada any tanca el calendari professional a França. Actualment les grans voltes sols tenen dues o tres etapes contrarellotges, mentre que anys enrere havien estat més nombroses.
En una contrarellotge individual el ciclista no pot posar-se al darrere d'un altre ciclista que t'hagi superat ni tampoc de cap vehicle de la cursa per reduir la resistència de l'aire.
En les contrarellotges per equips cada equip pren la sortida al mateix temps, fent relleus entre ells per tal d'aconseguir grans velocitats. El temps atribuït a l'equip és el que realitza el quart o cinquè ciclista de l'equip, segons la cursa, en passar per meta.
Des de 1994 s'organitza un campionat del món contrarellotge individual. Alguns especialistes en les curses contrarellotge han atacat el rècord de l'hora de ciclisme, com ara Eddy Merckx o Miguel Indurain.

## Maillots de la classificació general
El maillot de la classificació general es la peça de roba portada pel ciclista que lidera una cursa per etapes. Això permet que sigui identificat en les etapes en les que la porta com a guanyador. En cada cursa per etapes té un color diferent, encara que el groc és el més habitual.
| Cursa                  | Any  | Maillot de la classificació general   | Categoria UCI           |
| ---------------------- | ---- | ------------------------------------- | ----------------------- |
| Tour de França         | 1903 | Groc                                  | Primera (UCI WorldTour) |
| Volta a Bèlgica        | 1908 | Blau                                  | Segona (UCI ProSeries)  |
| Giro d'Itàlia          | 1909 | Rosa                                  | Primera (UCI WorldTour) |
| Volta a Catalunya      | 1911 | Blanc amb franges verdes horitzontals | Primera (UCI WorldTour) |
| Volta a Alemanya       | 1911 | Roig                                  | Segona (UCI ProSeries)  |
| Volta al País Basc     | 1924 | Groc                                  | Primera (UCI WorldTour) |
| Tour de Polònia        | 1928 | Groc                                  | Primera (UCI WorldTour) |
| París-Niça             | 1933 | Groc                                  | Primera (UCI WorldTour) |
| Volta a Suissa         | 1933 | Groc                                  | Primera (UCI WorldTour) |
| Vuelta a España        | 1935 | Roig                                  | Primera (UCI WorldTour) |
| Critèrium del Dauphiné | 1947 | Groc amb franja blava horitzontal     | Primera (UCI WorldTour) |
| Tour de Romandia       | 1947 | Groc                                  | Primera (UCI WorldTour) |
| 4 jours de Dunquerke   | 1955 | Rosa                                  | Segona (UCI ProSeries)  |
| Tirrena-Adriàtica      | 1966 | Blau                                  | Primera (UCI WorldTour) |
| Tour de Valònia        | 1974 | Groc                                  | Segona (UCI ProSeries)  |
| Tour Down Under        | 1999 | Taronja                               | Primera (UCI WorldTour) |
| Tour del Benelux       | 2005 | Blau                                  | Primera (UCI WorldTour) |

## Campionats internacionals

Mallot arc iris

### Jocs Olímpics
El ciclisme en ruta forma part dels esports olímpics des de la celebració dels primers Jocs Olímpics moderns, el 1896, a Atenes. Fins al 1996, a Atlanta, les curses olímpiques estaven reservades a ciclistes amateurs.

### Campionat del món
Els Campionat del món de ciclisme en ruta es disputen de manera regular des de 1927 pels homes i des de 1958 per les dones. El 1994 s'introduí la prova contrarellotge. El campió del món duu el mallot de l'arc de Sant Martí fins a la celebració d'una nova edició.

### Campionats continentals
Ja existents des dels anys 70 reservats a categories inferiors, els campionats europeus estan oberts a professionals (homes i dones) des del 2016. També existeixen aquests campionats a altres continents.

## Campionats nacionals
Un cop cada any es disputa una cursa a cada país per a donar a conèixer el vencedor en ruta i en contrarellotge del país. El vencedor portarà durant tot un any un mallot distintiu d'aquest fita amb els colors del seu país.

## Competicions
Actualment les competicions ciclistes se separen en diverses categories. Aquestes són:
- UCI World Tour:
  - Proves per etapes

| Cursa                  | Etapes | Punts UCI World Ranking | Punts UCI World Ranking | Punts UCI World Ranking |
| Cursa                  | Etapes | 1r classificat          | 2n classificat          | 3r classificat          |
| ---------------------- | ------ | ----------------------- | ----------------------- | ----------------------- |
| Tour de França         | 21     | 1000                    | 800                     | 675                     |
| Giro d'Itàlia          | 21     | 850                     | 680                     | 575                     |
| Vuelta a España        | 21     | 850                     | 680                     | 575                     |
| París-Niça             | 8      | 500                     | 400                     | 325                     |
| Volta a Suissa         | 8      | 500                     | 400                     | 325                     |
| Critèrium del Dauphiné | 8      | 500                     | 400                     | 325                     |
| Tirrena-Adriàtica      | 7      | 500                     | 400                     | 325                     |
| Tour de Romandia       | 6      | 500                     | 400                     | 325                     |
| Tour Down Under        | 6      | 500                     | 400                     | 325                     |
| Volta a Catalunya      | 7      | 400                     | 320                     | 260                     |
| Volta al País Basc     | 7      | 400                     | 320                     | 260                     |
| Tour de Polònia        | 7      | 400                     | 320                     | 260                     |
| Tour del Benelux       | 7      | 400                     | 320                     | 260                     |
| UAE Tour               | 7      | 300                     | 250                     | 215                     |
| Tour de Guangxi        | 6      | 300                     | 250                     | 215                     |

- Clàssiques (proves d'un dia)
  - Milà-San Remo (Itàlia)
  - Tour de Flandes (Bèlgica)
  - Gant-Wevelgem (Bèlgica)
  - París-Roubaix (França)
  - Amstel Gold Race (Països Baixos)
  - Fletxa Valona (Bèlgica)
  - Lieja-Bastogne-Lieja (Bèlgica)
  - Contrarellotge per equips d'Eindhoven (Països Baixos)
  - Vattenfall Cyclassics (Alemanya)
  - Clàssica de Sant Sebastià (Espanya-País Basc)
  - Gran Premi de Plouay (França)
  - Campionat de Zuric (Suïssa)
  - París-Tours (França)
  - Volta a Llombardia (Itàlia)
- Fora de Categoria:
  - Setmana Catalana de Ciclisme (Espanya-Catalunya)
- Primera Categoria:
  - Volta a la Comunitat Valenciana (Espanya-País Valencià)
  - Gran Premi del Midi Libre (França)
  - Trofeu Lluís Puig (Espanya-País Valencià)
- Segona Categoria:
  - Cinturó de Mallorca (Espanya-Illes Balears)
  - Volta a Lleida (Espanya-Catalunya)
  - Escalada a Montjuïc (Espanya-Catalunya)
- Tercera Categoria:
  - Volta a Mallorca (Espanya-Illes Balears)

- Altres proves:
  - Campionat del Món de ciclisme
  - Copa del Món de ciclisme
  - Jocs Olímpics

### Volta Ciclista a Catalunya
La Volta Ciclista a Catalunya és la principal cursa ciclista per etapes que es disputa a Catalunya. Iniciada el 1911, és una de les curses més antigues que es disputa a la península, de fet només la Volta a Tarragona que es començà a disputar el 1908 la supera, és també una de les més antigues del món, molt prop temporalment del Tour de França (1903) i el Giro d'Itàlia (1909). Actualment està inscrita a l'UCI ProTour, la màxima categoria de curses ciclistes mundial.
El guanyador de la classificació general per temps rep un mallot blanc amb ratlles verdes. El de la classificació per punts (esprints) llueix un mallot blanc mentre que el de la classificació de la muntanya, un de vermell. El català més ben classificat rep un mallot semblant al de la selecció catalana.

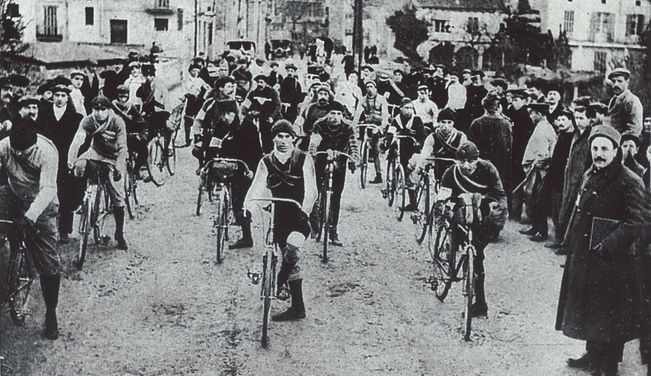
Primera sortida de la Volta Ciclista a Catalunya

Gràcies a l'impuls d'homes com Narcís Masferrer, director d'El Mundo Deportivo i president de la Unión Velocípédica Española i Miquel Arteman, redactor de ciclisme del mateix diari, el 1911 es posà en marxa aquesta cursa. Les primeres edicions foren organitzades pel Club Deportivo de Barcelona, i el 1923, amb Raimon Torres, president de la secció ciclista de la Unió Esportiva Sants, al capdavant, la Volta rep l'impuls definitiu que l'ha portat, sota l'organització del club de Sants, al màxim nivell del món ciclístic internacional. En la memòria de totes les edicions cal destacar un nom per damunt de tots, Marià Cañardo, amb 7 victòries, líder indiscutible del palmarès.
El 2011, amb motiu del centenari d'aquesta prova, s'ha publicat el llibre "Volta" a Catalunya 1911-2011: un segle d'esport i país, a càrrec de Rafael Vallbona i Sallent i editat per Cossetània Edicions. L'obra, que eminentment és un recull d'imatges de la prova durant aquest període, realitza un recorregut tant esportiu com cultural mitjançat el ciclisme a la Catalunya d'aquests cent anys.

### Tour de França
El Tour de França és una cursa ciclista coneguda arreu del món. Sol tenir 21 dies o etapes amb un recorregut màxim de 3.500 kilòmetres. El Tour més curt va ser el 1904 amb 2.420 kilòmetres (1.503,7 milles), i el més llarg el 1926 amb 5.745 kilòmetres (3.569,8 milles).
Les tres setmanes normalment inclouen dos dies de descans, a vegades són utilitzats per portar els ciclistes d'una ciutat a una altra. La cursa recorre França en el sentit de les agulles del rellotge o en sentit contrari en anys alternatius. El primer circuit en el sentit contrari de les agulles del rellotge va ser el 1913. 

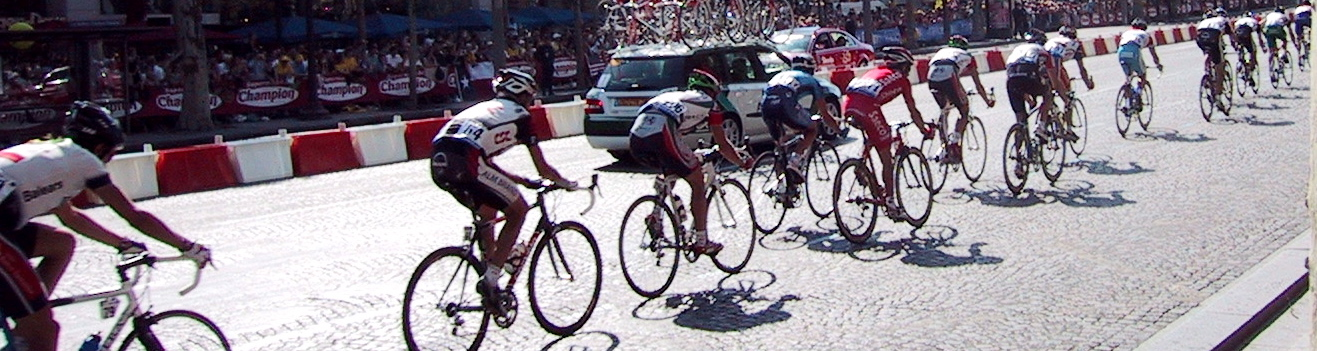
El Tour del 2004 en la seva última etapa per l'avinguda dels Camps Elisis

El The New York Times deia el "El Tour de França és probablement el més exigent dels esdeveniments atlètics". L'esforç es comparava a "córrer una marató uns quants dies a la setmana durant tres setmanes", i l'elevació total de les pujades es va comparar amb "pujar tres Everest".
El nombre d'equips normalment varia entre 20 a 22, amb nou ciclistes en cada un. L'entrada és per invitació a equips escollits per l'organitzador de cursa, l'Amaury Sport Organisation. Els companys d'equip s'ajuden entre ells i són seguits pel director i mecànics en cotxes.
Els ciclistes es classifiquen segons el temps que cadascun ha fet durant la cursa, una ordenació coneguda com la classificació general. Hi pot haver bonificacions d'hora per acabar bé en una etapa o ser primer per aprovar un punt intermedi. És possible vèncer sense guanyar una etapa, com Greg LeMond que va guanyar el 1990. Hi ha classificacions subsidiàries, algunes amb jerseis distintius per al millor ciclista.
Els ciclistes normalment comencen junts cada dia, amb el primer sobre la línia de sortida, però alguns dies es fan contra-rellotges individuals o per equips. El guanyador de la general sol dominar la muntanya i la contra rellotge. La majoria dels escenaris són a França, encara que des del 1960 s'ha fet comú visitar països pròxims. Les etapes poden ser planes, ondulants o muntanyoses. Des del 1975 l'última etapa ha sigut el recorregut per l'Avinguda dels Camps Elisis a París; des del 1903 al 1967 la cursa acabava a l'estadi al Parc des Princes a París i des del 1968 al 1974 al Velòdrom de Vincennes.

### Giro d'Itàlia

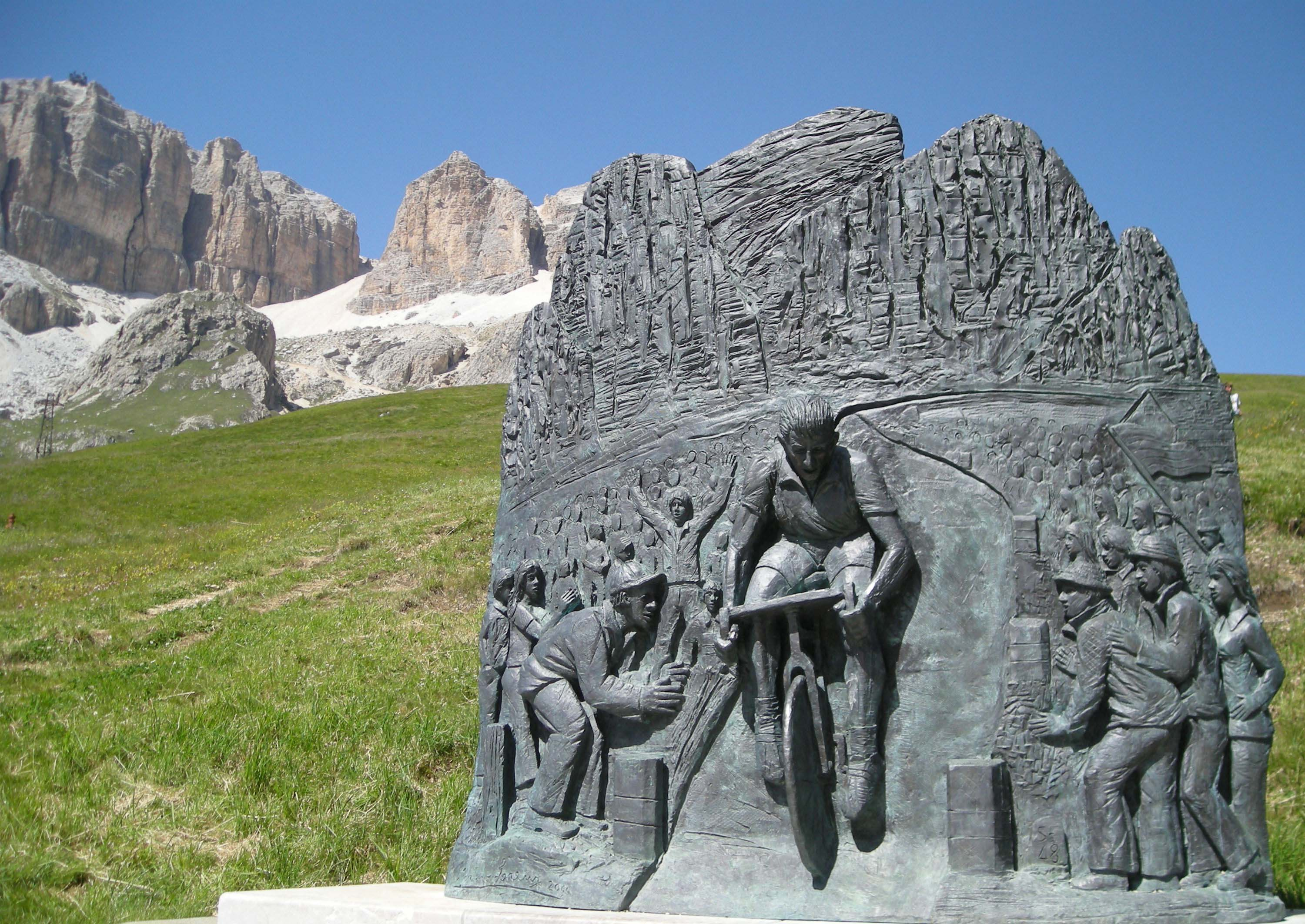
Monument erigit en homenatge a Fausto Coppi el 2 de juliol de 2000 al Pas Pordoi (Dolomites) per la commune de Canazei

El Giro d'Itàlia és una competició ciclista en ruta per etapes disputada a Itàlia, normalment celebrada al mes de maig per un període de tres setmanes. És la segona prova per etapes més important del món, i forma part del calendari oficial de l'UCI ProTour.
La primera edició del Giro d'Itàlia s'inicià el 13 de maig de 1909 a Milà amb un total de 8 etapes i 2.448 quilòmetres.
El líder de la classificació general duu un mallot rosa (maglia rosa), que és el color del diari esportiu milanès La Gazzetta dello Sport, organitzador de la cursa. El líder de la muntanya porta un mallot verd, havent-hi també mallot per a la classificació per punts o de la regularitat (la històrica maglia ciclamino).
Tres ciclistes comparteixen el rècord de victòries a la competició amb un total de cinc triomfs: Alfredo Binda (entre 1925 i 1933), Fausto Coppi (entre 1940 i 1953) i Eddy Merckx (entre 1968 i 1974).
El corredor que més vegades ha pujat al podi final ha estat Felice Gimondi (9 cops), i el corredor amb més victòries d'etapa és Mario Cipollini, que en l'edició de 2003 superà el rècord de 41 victòries que tenia Alfredo Binda des dels anys trenta.

### Volta ciclista a Espanya

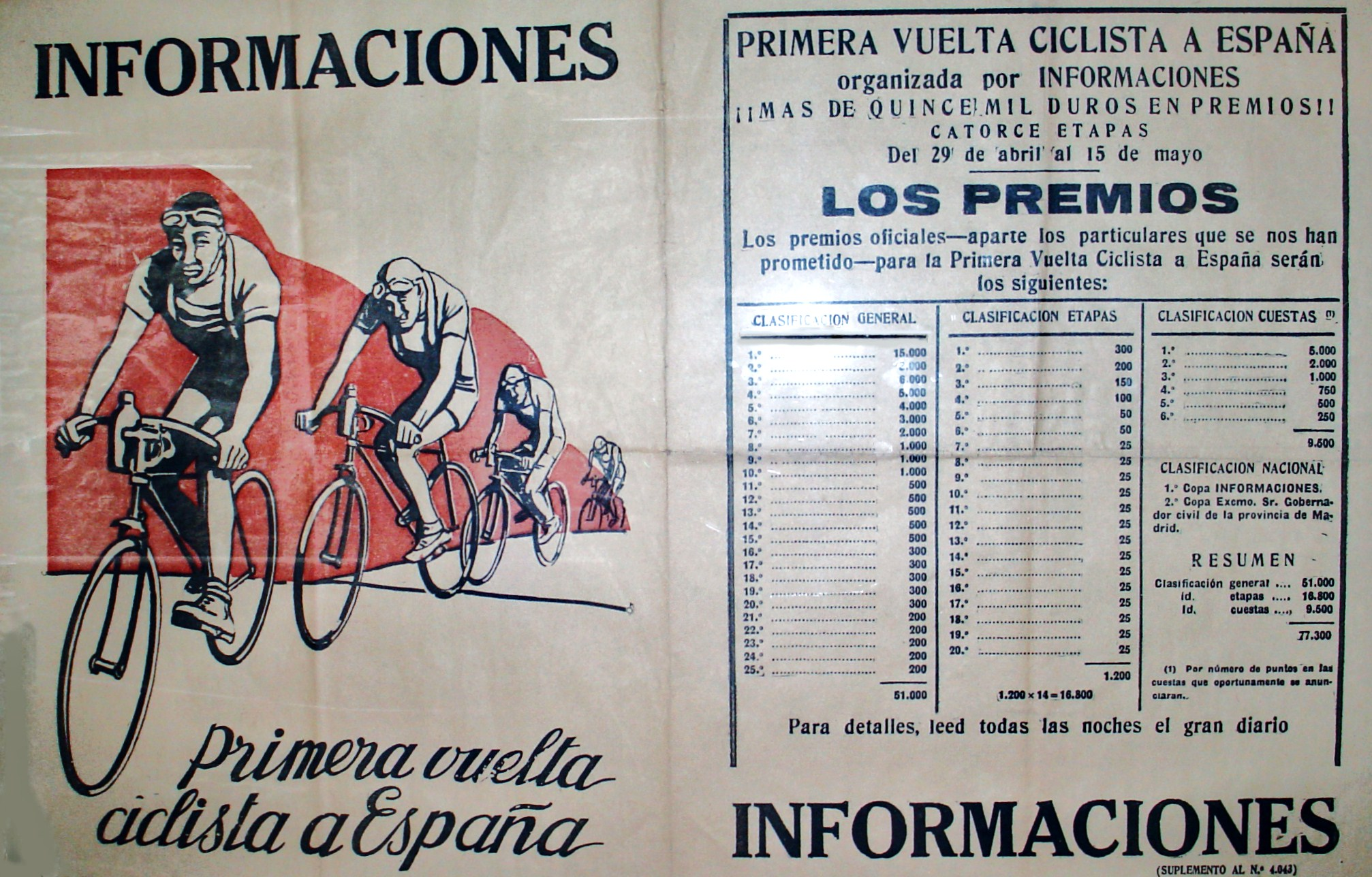
Pàgines Centrals del diari "Informaciones" (1935) amb la llista de Preus de la I edició de la Volta Ciclista a Espanya. Museu de Joguets i Autòmats de Verdú (Urgell).

La Volta ciclista a Espanya és una competició ciclista en ruta per etapes disputada a Espanya. La primera edició es va fer l'any 1935 al llarg de 3.431 km de recorregut i la va guanyar el belga Gustaaf Deloor en un temps de 150 h 07' 54", rodant a una mitjana de 28,591 km/h. Junt amb el Tour de França i el Giro d'Itàlia és una de les tres grans voltes ciclistes de l'any.
Es tracta d'una competició de 3 setmanes, que se sol disputar actualment a cavall d'agost i setembre, amb una distància a recórrer d'uns 3.000 km en unes 20 etapes. L'última etapa sol acabar tradicionalment a Madrid.
Roberto Heras amb quatre victòries, és el ciclista amb més victòries a la Volta a Espanya, tot i que la del 2005 no ha estat exempta de polèmica. que han guanyat més edicions de la Vuelta. Com passa al Tour de França i al Giro d'Itàlia el ciclista líder duu un mallot que l'identifica, essent en el cas espanyol el denominat mallot vermell.

## Ciclistes famosos

### Països Catalans

#### Catalunya
1. Marià Cañardo
2. Miquel Poblet
3. Josep Lluís Laguía
4. Pere Muñoz
5. Àngel Edo
6. Melcior Mauri
7. Joan Antoni Flecha
8. Sergi Escobar
9. Joaquim Rodríguez

#### País Valencià
1. Bernardo Ruiz i Navarrete
2. Joaquim Olmos Forés
3. Salvador Botella Rodrigo
4. Vicent Belda
5. Ángel Luis Casero Moreno

#### Illes Balears
1. Guillem Timoner
2. Miquel Mas Gayà
3. Margalida Fullana Riera
4. Joan Llaneras Rosselló
5. Miquel Alzamora Riera
6. Enric Mas

### Espanya
1. José Pérez-Francés
2. Federico Martín Bahamontes
3. Luis Ocaña
4. Pedro Delgado
5. Miguel Induráin
6. Joane Somarriba
7. Óscar Pereiro
8. Alberto Contador
9. Alejandro Valverde

### França
1. Jacques Anquetil
2. Raymond Poulidor
3. Bernard Hinault

### Itàlia
1. Fausto Coppi
2. Marco Pantani
3. Danilo Di Luca

### Altres
1. Eddy Merckx (Bèlgica)
2. Lance Armstrong (Estats Units)
3. Remco Evenepoel